# Frederick Valentich eltűnése

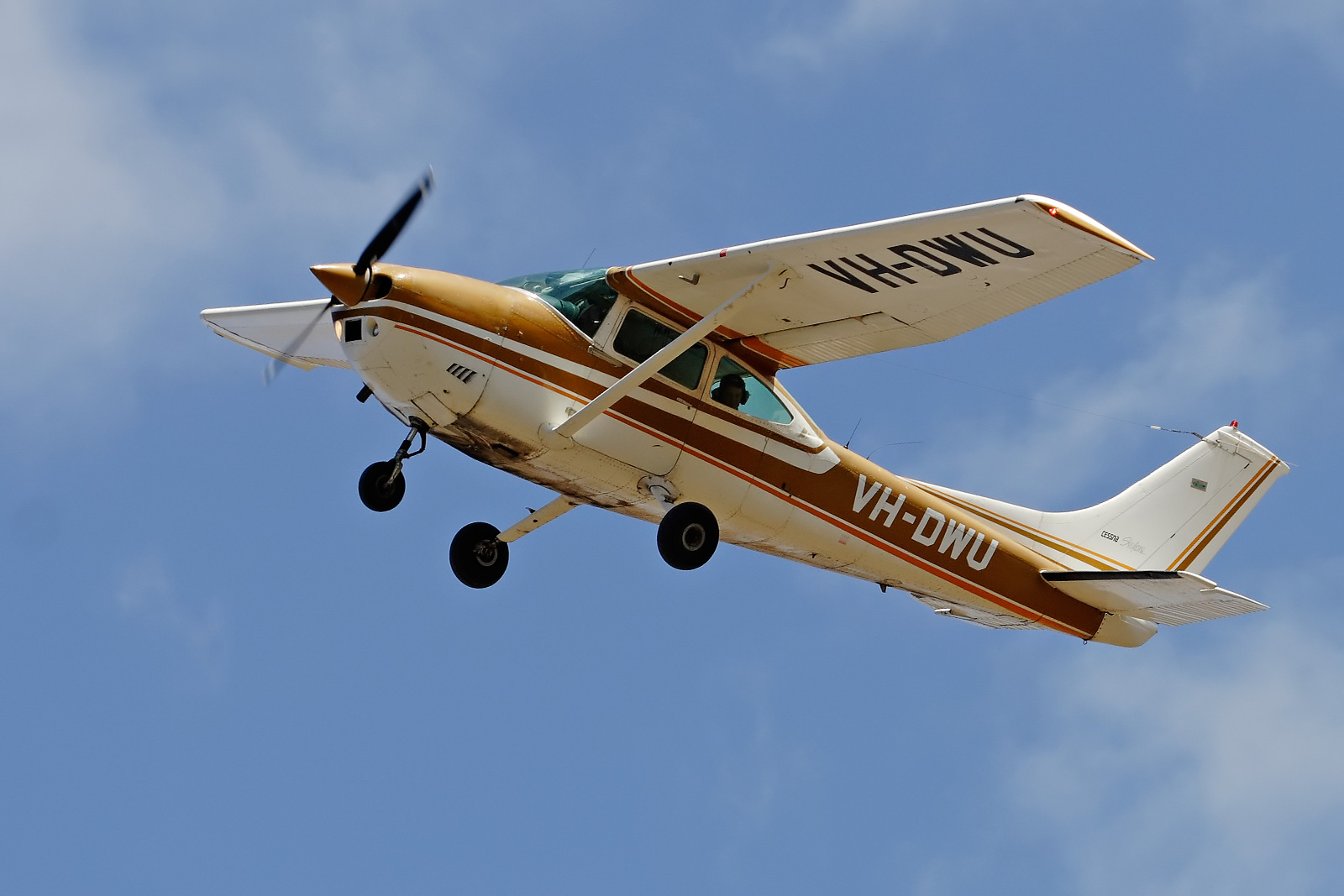
Cessna 182 L

A húszéves Frederick Valentich nyom nélkül eltűnt egy (235 km-es) gyakorlórepülés közben egy Cessna 182L típusú repülőgéppel az ausztráliai Bass-szoros fölött, 1978. október 21-én. Sem őt, sem a repülőgépét nem találták meg.
Valentich a melbourne-i légiforgalmi irányítóval, Steve Robey-val való rádiókapcsolat keretében zajló beszélgetés során arról számolt be, hogy a repülőgépét elkezdte követni egy másik légi jármű, mely az ő gépe fölött repült hozzávetőlegesen 300 méter távolságban. Végül utolsó mondatként azt mondta: „Ez nem egy repülőgép!” Majd Valentich elhallgatott, és ezt követően valamiféle elektromos eszköz zajára emlékeztető lüktető kopogás zaja hallatszik a rádión keresztül zajló beszélgetésről készült hangfelvételen, mely hangot nem lehet a jármű alkatrészeinek üzemhangjával kapcsolatba hozni, majd a kapcsolat megszakadt.
Az eltűnést követően az illetékes hatóságokhoz bejelentés érkezett egy „másik ufóészlelésről” is, mely az eltűnés éjszakáján történt. Később kiderült, hogy közvetlenül az eltűnés előtt és után több mint 50 ufóészlelést regisztráltak a környéken, melyek során a szemtanúk tengericsillag alakú, ezüstszínű, valamint szivar formájú járműveket láttak.
Az egyik hírújságban, melyben tudósítottak erről az esetről, azt írták, hogy a közlekedési minisztérium szkeptikus azzal az állítással kapcsolatban, hogy az ufóészleléseknek köze van Valentich eltűnéséhez.

## Frederick Valentich
Frederick (Fred) Valentich horvát származású családban született 1958. június 9-én Melbourne-ben. A fiatal férfinak szenvedélye volt a repülés, eltűnésekor már összesen 150 óra repülési gyakorlattal rendelkezett. Engedélye volt az éjszakai repülésre, jó meteorológiai és látási viszonyok között. Részmunkaidőben kereskedelmi pilótának tanult, és magánórákat is vett, de a képesítést nem szerezte meg, mert volt pár sikertelen vizsgája. Apja, Guido Valentich szerint Fred lelkesedéssel hitt különféle ufótörténetekben, és tartott egy (az embereket vagy az emberiséget érő) esetleges ufótámadás lehetőségétől. Több eljárás is volt ellene különféle szabálysértések miatt, többek között tiltott légtérátlépésért.

## Az eltűnést megelőző események részletei

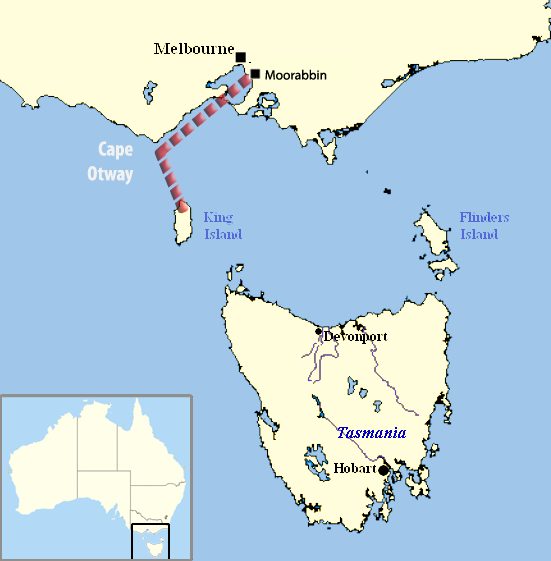
A repülőgép tervezett útvonala

1978. október 21-én Valentich tiszta időben és jó időjárási és látási viszonyok közt repült, amikor a repülőút 40. percében rádión hívta a Melbourne-i repülési szolgálatot, 7:06-kor, azért, hogy bejelentse: egy azonosítatlan repülőgépet észlelt, mely követi őt 1400 méter magasban. Válaszképp elhangzott, hogy nincs tudomásuk bármilyen forgalomról abban a magasságban. Valentich szerint látott egy nagy, ismeretlen típusú légi járművet, ami úgy tűnt, hogy meg van világítva négy fényes landolólámpával. Nem tudta megállapítani a repülőgép típusát, de azt igen, hogy 300 méterrel felette halad és elég nagy sebességgel. Miután Valentich jelezte az azonosítatlan repülőgépet, beszámolt arról, hogy a repülőgép közeledik felé, és szintén keleti irányba kezdett repülni, amerre ő is tartott, és azt hiszi: a pilóta lehet, hogy szándékosan szórakozik vele. A repülésirányítónak az volt a benyomása, hogy Valentich nagy stresszben volt. Majd Valentich észrevette, hogy a repülőgép keringeni kezdett fölötte, és látta, hogy csillogó fémes felülete van, valamint egy zöld fény jelent meg rajta. Ezt követően Valentich beszámolt arról, hogy problémákat észlel a hajtómű működésében, majd amikor újra megkérték, hogy próbálja meg azonosítani a repülő járművet, már azt felelte: „ez nem egy repülőgép!” De a mondatát egy azonosítatlan fémes kaparó hang szakította félbe, mielőtt minden kapcsolat megszakadt.

## Keresés és mentés
Tengeri és légi keresés egyaránt történt. A keresési terület 1000 négyzetmérföldnyi területet ölelt fel. Végül a keresést 1978. október 25-én, eredmény nélkül zárták le. Annak ellenére, hogy a repülőgép azonosítására szolgáló jeladó adataiból pontosan lehet tudni, hogy a repülőgéppel hol tartózkodott akkor, amikor megszakadt a kapcsolat, azon a területen és a környékén sem találtak olajfoltot a vízen, vagy bármilyen olyan jelet, ami egy repülőgép vízbecsapódására utalt volna.

## Vizsgálat
A közlekedési minisztérium Valentich eltűnésének ügyében nem tudta meghatározni a repülőgép és Valentich eltűnésének okát, a jelentés szerint az eltűnés „valószínűleg Valentich halálának eredményeképpen következett be”. Öt évvel Valentich eltűnését követően egy motorörvlapátot mosott partra a víz a Flinders-szigeten.
1983 júliusában az Ausztrál Repülésbiztonsági Szervezet felkérte az Ausztrál Királyi Haditengerészet kutató laboratóriumát: véleményezze annak lehetőségét, hogy ez az alkatrész Valentich gépéből származott, és ha igen, akkor lehetséges-e, hogy ilyen messzire sodródott a becsapódás feltételezett helyétől. Ők válaszul megjegyezték, hogy az alkatrész egy olyan típusú repülőgépből származik, mely lehetett akár Valentich gépe is, a sorozatszáma benne van abban a tartományban, melyben Valentich gépének sorszáma is volt. Azt sem tartják lehetetlennek, hogy ez az alkatrész repülés közben leváljon egy repülőgépről, de megjegyezték, hogy eddig olyan esetről még nem hallottak, hogy ez valaha megtörtént volna. Bár a megtalált alkatrész elvileg származhatott Valentich gépéből is, ezt azonban semmilyen bizonyíték sem támasztja alá.

### Lehetséges magyarázatok
Egyik lehetséges magyarázatként az öngyilkosság vagy a szándékos eltűnés merült fel. Ám ennek ellentmond az, hogy családja szerint Valentich úgy tűnt, elégedett az életével. Öccse, Richard Valentich szerint testvérének nem volt oka arra, hogy saját akaratából eltűnjön vagy öngyilkos legyen, mert jó kapcsolatban volt a családjával és a barátnőjével, szerette a legkisebb húgát is, aki akkoriban négyéves volt. Sosem volt depressziós, nem volt pénzügyi adóssága, és nem írt öngyilkosságra utaló búcsúlevelet sem. Tehát az ügyet kivizsgáló személyek nem találtak semmilyen arra utaló jelet, hogy esetleg önszántából tűnt volna el. A közlekedési minisztérium egyik lehetséges magyarázata: „Valentich elvesztette a tájékozódó képességét, és a saját repülőgépét látta, amint a vízen tükröződik, vagy a közeli sziget fényeit, miközben fejjel lefelé repült.” Ezt az elméletet később olyan szakemberek kritizálták, mint Roger Merridew, arra hivatkozva, hogy az ilyen típusú repülőgépeken a repülőgép szárnyaiban található az üzemanyag. Így ha fejjel lefelé repült volna, akkor nagyon rövid időn belül lezuhan, mert a hajtóműbe nem jut elég üzemanyag, és körülbelül tíz-tizenöt másodpercen belül le kellett volna állnia a motornak.

### UFO-magyarázatok
UFO-szakértők úgy gondolják, hogy Valentich gépét földönkívüliek rabolták el. Ezt (véleményük szerint) az aznap történt UFO-észlelések is alátámasztják, főleg az, hogy néhány beszámoló szerint "egy kiszámíthatatlanul mozgó zöld fény láttak az égen". Az UFO-szakértők úgy gondolják, hogy ennek azért van nagy jelentősége, mert Valentich is észlelt valamilyen zöld fényt azon a járműszerű azonosítatlan objektumon, melyet az eltűnése előtti rádióbeszélgetésben említett.
Egy arizonai UFO-megfigyelő csoport állítása szerint egy másik ufóészlelés is összefüggésbe hozható Frederick Valentich eltűnésével, melyről fénykép is készült. E fényképet az eltűnés napján Roy Manifold, egy vízvezeték-szerelő készítette arról az objektumról, mely állítása szerint gyorsan mozgott és éppen kilépett a vízből, mikor lefotózta, az Ausztráliában található Cape Otway-i világítótorony közelében. Bár a kép némileg elmosódott, ezért nem lehet azonosítani, hogy milyen objektumról készült, az ufószakértői klubok képviselőinek értelmezése szerint a képen "egy nem ellenségesen viselkedő, azonosítatlan repülő tárgy látható, mely közepes méretű és melyet láthatóan körülvesz egy felhőszerű kipárolgás, mely lehet kipufogó-szerű melléktermék is", mely egy légi jármű hajtóművéből is származhatott.

## Fordítás
- Ez a szócikk részben vagy egészben a Disappearance of Frederick Valentich című angol Wikipédia-szócikk fordításán alapul.  Az eredeti cikk szerkesztőit annak laptörténete sorolja fel. Ez a jelzés csupán a megfogalmazás eredetét és a szerzői jogokat jelzi, nem szolgál a cikkben szereplő információk forrásmegjelöléseként.